# Dancing Feet
Dancing Feet is een nummer van de Noorse dj Kygo uit 2022, met een gastbijdrage van de Amerikaanse band DNCE. Het is de vierde single van Thrill of the Chase, het vierde studioalbum van Kygo.
In het nummer bezingt DNCE-frontman Joe Jonas zijn blije gevoel als hij danst met zijn vrouw, actrice Sophie Turner. Het refrein is echter minder vrolijk als Jonas zingt hoe hij Turner mist als zij van huis is voor opnames. Verder bevat de tekst onder andere verwijzingen naar Head over Heels van Tears for Fears, en naar Stayin' Alive van de Bee Gees. "Dancing Feet" werd een grote hit in Kygo's thuisland Noorwegen, waar het de 8e positie behaalde. Hoewel het in de Nederlandse Top 40 slechts een bescheiden 25e positie haalde, werd het nummer wel een enorme radiohit in Nederland. In de Vlaamse Ultratop 50 bereikte de plaat een 35e positie.